# مادملاتي

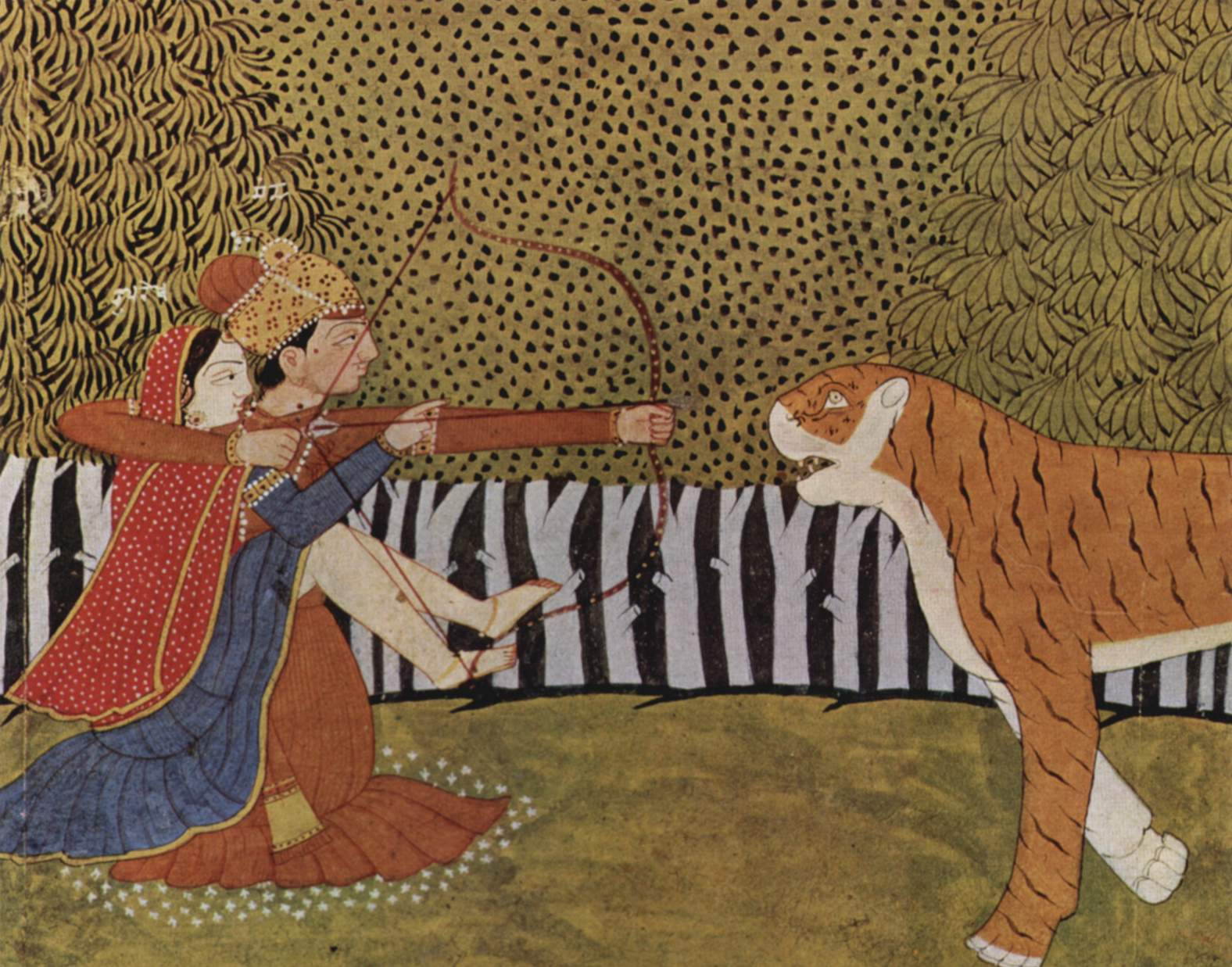
عشاق يطلقون النار على نمر في الغابة. رسم توضيحي للنص الصوفي الصوفي مادملاتي.

مادملاتي أو ياسمين الليل المزهر هي قصيدة حب صوفية هندية، كتبها مير سيد مانجهان الشطري [الإنجليزية] الراججيري في عام 1545. القصيدة مكتوبة باللهجة الأوادية.

## طالع أيضًا
- "جولشان عشق"، قصيدة صوفية كتبها نصرتي عام 1657 بناءً على مادملاتي